# Mirjam Bikker
Mirjam Bikker (ur. 8 września 1982 w Goudzie) – holenderska polityk i działaczka samorządowa, parlamentarzystka, od 2023 lider polityczny Unii Chrześcijańskiej (CU).

## Życiorys
Kształciła się na Uniwersytecie w Utrechcie, specjalizując się w prawie administracyjnym i konstytucyjnym. Przewodniczyła chrześcijańskiej organizacji studenckiej w Utrechcie. Dołączyła do Unii Chrześcijańskiej, pracowała w partyjnej strukturze oraz we frakcji CU w niższe izbie parlamentu. W latach 2006–2013 zasiadała w radzie miejskiej Utrechtu. W latach 2015–2021 wchodziła w skład Eerste Kamer, od 2019 jako przewodnicząca frakcji swojego ugrupowania. W wyborach w 2021 uzyskała mandat posłanki do Tweede Kamer. W styczniu 2023 została nową przewodniczącą frakcji CU w tej izbie i tym samym nowym liderem politycznych formacji (w miejsce Gerta-Jana Segersa). W tym samym roku z powodzeniem ubiegała się o poselską reelekcję.